# Charles Platt (Autor)
Charles Platt (geboren am 26. April 1945 in London) ist ein amerikanischer Science-Fiction-Autor britischer Herkunft.

## Leben
Charles Platt studierte 1962 ein Jahr lang an der Cambridge University, danach besuchte er das London College of Printing, wo er mit einem Diplom abschloss. Er versuchte sich in verschiedenen Berufen, unter anderem war er Organist einer Popgruppe und arbeitete als Fotograf und Grafikdesigner.
Daneben war Platt ein aktives Mitglied des Science-Fiction-Fandom. Er gründete 1963 die Cambridge University SF Society und gab in den 1960er Jahren eine Reihe von Fanzines heraus, darunter Point of View (später Beyond, 1963–1965, 8 Ausgaben), Gormless (1963, One-shot), Insomnia (1964, One-shot), Garbistan (1965, One-shot) und Tomorrowscope (1965, 4 Ausgaben). In den 1980ern gab Platt noch die Fanzines Patchin Review (1981–1985, 7 Ausgaben) und Rem (1985–1986, 5 Ausgaben) heraus.
Als Autor von SF-Erzählungen hatte Platt mit der Kurzgeschichte One of Those Days begonnen, die 1964 in Science Fantasy erschien. 1966 erschien der Debütroman Garbage World in zwei Teilen in New Worlds. Er handelt von einem Asteroiden namens Kopra, der als interplanetarische Müllhalde dient, und auf dem sich eine neue Lebensform entwickelt hat.
Als Michael Moorcock nun Herausgeber des SF-Magazins New Worlds wurde, der Zeitschrift eine neue Richtung gab und sie zum „Zentralorgan“ der New Wave in der Science-Fiction machte, wurde Platt 1967 zunächst für Design und Layout zuständiger Mitarbeiter und war in den Jahren von 1969 bis 1979 mehrfach der Herausgeber des Magazins und 1973/1974 Mitherausgeber zweier Bände der New Worlds Quarterly-Anthologienreihe. Seine hauptberufliche Mitarbeit endete aber bereits 1970, als er in die USA ging, um dort als Herausgeber von SF-Buchreihen für die Verlage Avon Books (1972–1974), Condor Publishing (1977–1978) und Franklin Watts (1986–1988) zu arbeiten.
Platt beschränkte sich als Schriftsteller nicht auf das SF-Genre. Er schrieb neben seiner Science-Fiction auch eine pornografische Trilogie bestehend aus The Gas (1970, deutsch als Enthemmt bzw. Gas), The Power and the Pain (1971) und Sweet Evil (1977). Der erste Band wurde in Großbritannien sogar als Pornografie beschlagnahmt.  Dann schrieb er Sachliteratur und Ratgeber, beginnend 1976 mit einem Ratgeber für das Überleben in der Wildnis, gefolgt von einem Buch über den Heimcomputer Commodore 64 und ab 2009 mit Maker-Literatur, darunter einer dreibändigen Enzyklopädie über Elektronikbauteile.
In Zusammenhang mit Science-Fiction sind aber vor allem seine Dream-Maker-Interviewbände zu nennen: 1980 und 1983 erschienen zwei Bände mit Interviews bedeutender und bekannter Science-Fiction-Autoren. Sie wurden jeweils für den Hugo Award nominiert, der Band II wurde 1984 mit dem Locus Award ausgezeichnet. 1987 erschien eine überarbeitete Auswahl der Interviews unter dem Titel Dream Makers: Science Fiction and Fantasy Writers at Work. 2001 erschien die Essaysammlung Loose Canon, in der Platt sich sehr kritisch mit Zustand und Zielen der SF auseinandersetzt. Seit 1997 hat er selbst keine SF mehr veröffentlicht. 2021 erfolgte eine Neuausgabe mit Kommentierungen von ihm im Verlag Memoranda.
Platt lebt in den USA, wo er sich hat einbürgern lassen. In den 1970er Jahren war er mit Jemima Gerrold verheiratet, mit der er zwei Söhne hat (geboren 1972 und 1973).

## Bibliografie
Christina Van Bell (Romanserie, als Blakely St. James)
- 3 A Song for Christina (1976)
- 9 Christina Enchanted (1980)
- Christina’s Touch (1981)

Romane
- Garbage World (1966, 1967)
  - Deutsch: Asteroid der Ausgestoßenen. Pabel-Moewig (Terra Astra #139), 1974.
- The Gas (1970)
  - Deutsch: Enthemmt. Übersetzt von Michael Glaser. Olympia-Press-Taschenbücher #43, 1972. Auch als: Gas. Übersetzt von Joachim Körber. Edition Phantasia, 1986, ISBN 3-924959-05-6.
- The City Dwellers (1970, auch als Twilight of the City, 1977)
  - Deutsch: Dämmerung über der Stadt : Ein Roman der nahen Zukunft. Übersetzt von Hans Maeter. Heyne SF&F #3880, 1982, ISBN 3-453-30767-4.
- The Image Job (1971)
- The Power and the Pain (1971)
- Planet of the Voles (1971)
- Sweet Evil (1977)
- Love’s Savage Embrace (1981, als Charlotte Prentiss)
- Double Delight (1983, als Aston Cantwell)
- Tease for Two (1983, als Aston Cantwell)
- Less Than Human (1986, als Robert Clarke)
- How to be a happy cat (1986, mit Zeichnungen von Gray Jolliffe)
  - Deutsch: Katzen mögen’s heiss. Übersetzt von Wolfgang E. Hohlbein. Goldmann TB #8891, 1987, ISBN 3-442-08891-7.
- Plasm (Worlds of Chthon #3, 1987)
- Soma (Worlds of Chthon #4, 1989)
- Free Zone (1989)
  - Deutsch: Free Zone. Übersetzt von Robert Wohlleben. MEMORANDA Verlag, 2020, ISBN 978-3-948616-47-2.
- The Silicon Man (1991)
- Children of the Ice (1993, als Charlotte Prentiss)
- Protektor (1996)

Kurzgeschichten
- One of Those Days (1964)
- Lone Zone (1965)
- Cultural Invasion (1965)
  - Deutsch: Kulturelle Invasion. In: Wolfgang Jeschke (Hrsg.): Die wahre Lehre – nach Mickymaus. Heyne (Heyne Science Fiction & Fantasy #4747), 1991, ISBN 3-453-04487-8.
- The Failures (1966)
- The Disaster Story (1966)
  - Deutsch: Das Ende der Welt. In: Frank Rainer Scheck (Hrsg.): Koitus 80. Kiepenheuer & Witsch, 1970.
- The Rodent Laboratory (1966)
- A Taste of the Afterlife (1966, mit Barrington J. Bayley)
  - Deutsch: Vorgeschmack aufs Nachleben. In: H. J. Alpers (Hrsg.): Kopernikus 3. Moewig (Moewig Science Fiction #3523), 1981, ISBN 3-8118-3523-8.
- The Total Experience Kick (1966)
- The City Dwellers (1967)
- Direction (1969)
  - Deutsch: Ziel. In: Langdon Jones (Hrsg.): Neue SF: Band 1. Fischer Taschenbuch (Fischer Orbit #31), 1973, ISBN 3-436-01768-X.
- I D (1969)
- Norman Vs. America (1971)
- A Cleansing of the System (1972)
- New York Times (1972)
- Jo (1972)
- The Coldness (1973)
- Starhaven (1982, mit Shawna McCarthy)
- Skiffygram: Fifty Science-Fictional Concepts in 100 Words (1988)
- Dark Desires (1992)
- The Ides of Lust (1997)
- The Gnirut Test (2008)
- The Red Dream (nicht erschienen)

Sachliteratur
- Outdoor Survival (1976)
- Dream Makers: The Uncommon People Who Write Science Fiction (1980, auch als Who Writes Science Fiction?, 1980)
  - Deutsch: Gestalter der Zukunft: Science Fiction und wer sie macht. Edition SF im Hohenheim Verlag, 1982, ISBN 3-8147-0021-X.
- Dream Makers, Volume II: The Uncommon Men & Women Who Write Science Fiction (1983)
- The Whole-Truth Home Computer Handbook (1984, UK-Ausgabe mit David Langford als Micromania: The Whole Truth About Home Computers)
  - Deutsch: Computer-Fieber! : Die Kunst, sich voll auf den Mikrocomputer einzulassen und trotzdem einen kühlen Kopf zu behalten. Übersetzt von Tony Westermayr. Heyne-Computer-Bücher #15, 1984, ISBN 3-453-47051-6.
- Graphics guide to the Commodore 64 (1984)
  - Deutsch: Commodore 64, Grafik und Design. Übersetzt von Wolfgang Dederichs. Sybex, Berkeley & Düsseldorf 1984, ISBN 3-88745-073-6.
- Dream Makers: Science Fiction and Fantasy Writers at Work (1987)
- When You Can Live Twice as Long, What Will You Do and 99 Other Questions You May Have to Answer … Sooner Than You Think (1989)
- Anarchy Online (1997)
- Loose Canon (2001, Essays)
- Make: Electronics : Learn by Discovery (2009)
  - Deutsch: Make: Elektronik : testen, frickeln, ausprobieren – respektlos lernen! : Eine Einführung für Bastler, Geeks und Künstler. Übersetzt von Philip Steffan. O’Reilly, 2010, ISBN 978-3-89721-601-3. 2. Aufl. 2016 als: Make: Elektronik : Eine unterhaltsame Einführung für Maker, Kids und Bastler.
- Encyclopedia of Electronic Components Volume 1 : Power Sources & Conversion : Resistors, Capacitors, Inductors, Switches, Encoders, Relays, Transistors (2012)
- Make : More Electronics : 36 Illustrated Experiments That Explain Logic Chips, Amplifiers, Sensors, And More (2013)
- Encyclopedia of Electronic Components Volume 2 : Signal Processing : Diodes, Transistors, Chips, Light, Heat, and Sound Emitters (2014, mit Fredrik Jansson, auch als Encyclopedia of Electronic Components Volume 2 : Signal Processing : LEDs, LCDs, Audio, Thyristors, Digital Logic, Amplification)
- Make: More Electronics Learning Through Discovery (2014)
- Make: More Electronics : Journey Deep Into The World Of Logic Chips, Amplifiers, Sensors, And Randomicity (2014)
- Make: Tools : A Beginner’s Guide to How They Work and How to Use Them (2016)
  - Deutsch: Werkzeuge für Maker und Bastler : Hammer, Säge & Co. – mit einfachen Tools eigene Projekte bauen. Übersetzt von Frank Langenau. Dpunkt, 2017, ISBN 978-3-86490-460-8.
- Encyclopedia of Electronic Components Volume 3 : Sensors : Location, Presence, Proximity, Orientation, Oscillation, Force, Load, Human Input, Liquid and Gas Properties, Light, Heat, Sound, Electricity (2016, mit Fredrik Jansson)